# Malargue Airport
Malargue Airport (engelska: Comodoro D. Ricardo Salomón Airport) är en flygplats i Argentina.   Den ligger i provinsen Mendoza, i den centrala delen av landet, 1 000 km väster om huvudstaden Buenos Aires. Malargue Airport ligger 1 427 meter över havet.
Terrängen runt Malargue Airport är platt österut, men västerut är den kuperad. Trakten runt Malargue Airport är nära nog obefolkad, med mindre än två invånare per kvadratkilometer..
Omgivningarna runt Malargue Airport är i huvudsak ett öppet busklandskap.